# 7367 Giotto
7367 Giotto este un asteroid din centura principală de asteroizi.

## Descriere
7367 Giotto este un asteroid din centura principală de asteroizi. A fost descoperit pe 26 martie 1971 la Observatorul Palomar de Cornelis Johannes van Houten, Ingrid van Houten-Groeneveld și Tom Gehrels. Asteroidul prezintă o orbită caracterizată de o semiaxă mare de 3,19 ua, o excentricitate de 0,12 și o înclinație de 0,7° în raport cu ecliptica.